# Alonso López de Hinojosos
Alonso López de Hinojosos 1535 – 1597, fue un médico español nacido en los Hinojosos, provincia de Cuenca (España). 
No cursó estudios universitarios pero adquirió conocimientos de medicina de sus prácticas en hospitales y de la lectura de algunos libros que se editaban en España de médicos como Guy de Chauliac considerado como el mejor cirujano del siglo XIV.
Llegó a Nueva España hacia 1564 y trabajó en el hospital de la Concepción de Nuestra Señora en México, que había sido fundado por Hernán Cortés y en el hospital Real de San José.
Escribió un libro titulado Summa y Recopilación de Cirugía con un arte para sangrar muy provechoso, en el que relata su experiencia como cirujano en las disecciones efectuadas en su práctica hospitalaria.
Entró a formar parte de la Compañía de Jesús y falleció en México en 1597 siendo enfermero del Colegio Mayor de los Jesuitas de San Pedro.